# Tarcutta
Tarcutta is een plaats in de Australische deelstaat New South Wales en telt 441 inwoners (2006).